# Klaus Luhmer
Klaus Luhmer SJ (* 28. September 1916 in Pulheim als Nikolaus Luhmer; † 1. März 2011 in Tokio, Japan) war ein deutscher Jesuit und Pädagoge. Er erlebte den Atombombenabwurf auf Hiroshima im August 1945. 

## Leben

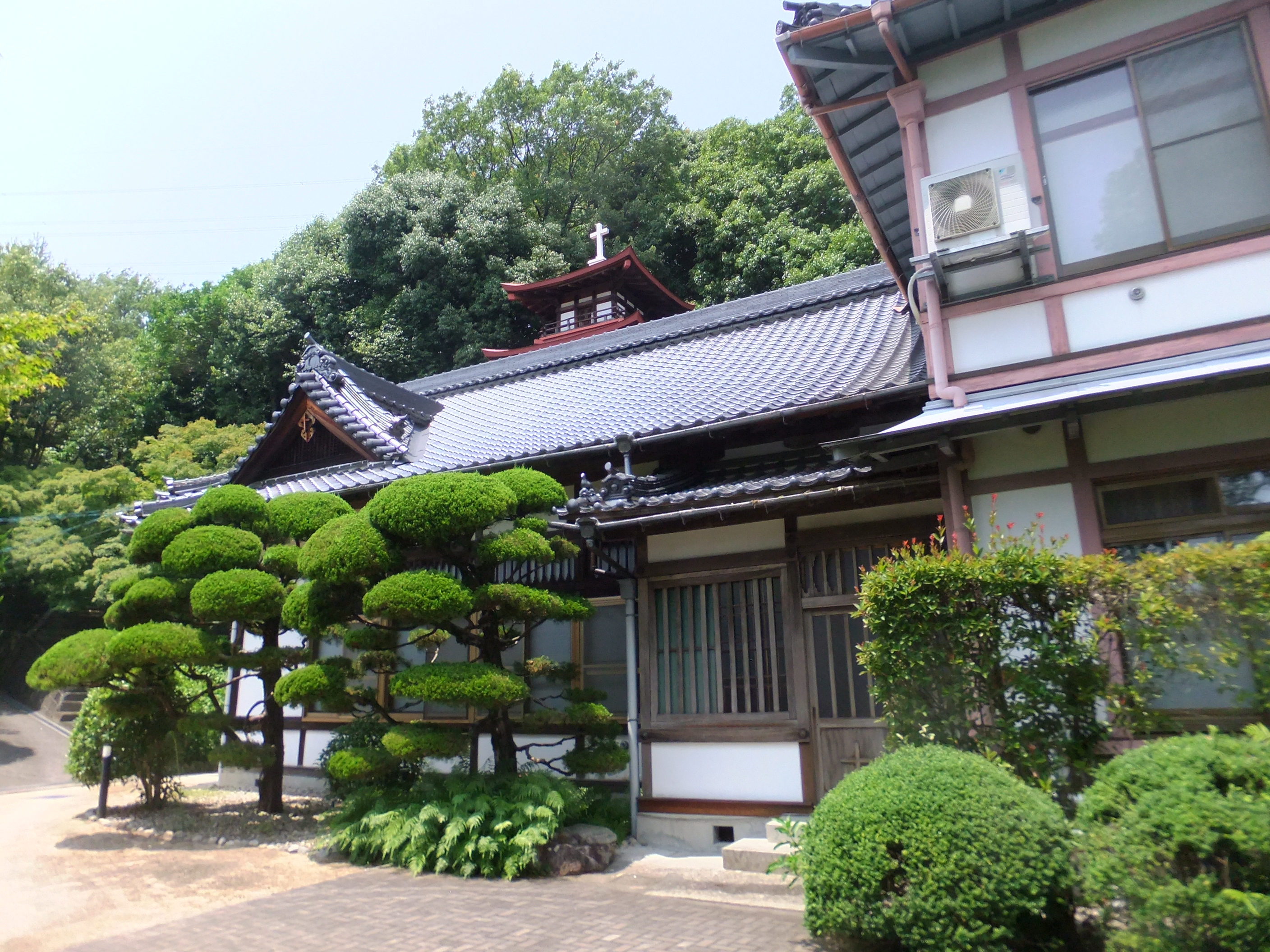
Jesus Kaichotaba Monastery,
2 Chome Nagatsuka-nishi (2014)

Klaus Luhmer besuchte das Beethoven-Gymnasium Bonn bis zum Abitur und trat 1935 dem Jesuitenorden bei. Bereits zwei Monate vor dem Abschluss seines Noviziats wurde er im Februar 1937 zusammen mit Helmut Erlinghagen als Missionar nach Japan geschickt und legte dort am 27. April 1937 in der Ordenskapelle der Sophia-Universität Tokio die „Ersten Gelübde“ ab. Nach Studien der japanischen Sprache und der scholastischen Philosophie in Hiroshima mit Abschluss im Sommer 1941 wurde er für das zweijährige Interstiz der Pfarrei Noboricho in Hiroshima zugewiesen. Im September 1943 nahm er in Tokio das vierjährige Theologiestudium zur Vorbereitung auf die Priesterweihe auf. Nach dem Beginn der regelmäßigen Bombardierung Tokios im November 1944 zogen die Studenten Anfang 1945 in das 1938 fertiggestellte Noviziatshaus in Nagatsuka, etwa fünf Kilometer nördlich von Hiroshima.
Nachdem Luhmer am 1. Juli 1945 zusammen mit Helmut Erlinghagen von Bischof Fukahori Satoshi nach kaum zwei statt vier Jahren Studium der Theologie die Priesterweihe empfangen hatte, erlebte er in Nagatsuka den Atombombenabwurf vom 6. August 1945. „Da sah ich im Süden, mir schien direkt hinter dem nächsten Hügel, eine hellgelbe, leuchtend rotviolette Kugel erscheinen, die heller war als die Sonne“, erinnert sich Luhmer. Er bezeichnete diesen Tag als den „Tiefpunkt des Daseins“. Er überlebte den Angriff und half mit, die Verwundeten zu versorgen und die Toten zu verbrennen. Am Nachmittag des 6. August machte er sich mit einem Suchtrupp, darunter Helmut Erlinghagen, in die Stadt auf, um die Jesuiten zu retten, die bei der katholischen Pfarrkirche nahe dem Stadtzentrum lebten. Sie fanden die vier: Hugo Lassalle, Wilhelm Kleinsorge, Hubert Cieslik und Hubert Schiffer im Asano-Park (Shukkei-Garten) lebend, wenn auch mit Verletzungen unterschiedlicher Schwere, und konnten sie in das Noviziat in Sicherheit bringen, wo sie von Pedro Arrupe medizinisch erstversorgt wurden. Am 18. und 24. August schrieb er seine Erfahrungen in japanischer Sprache in Tagebuchform nieder. Die Aufzeichnungen wurden nach seinem Tod im Friedensmuseum Hiroshima ausgestellt.
Klaus Luhmer blieb in Japan. Er war von 1953 bis 1987 Professor für Pädagogik und zudem langjähriger Kanzler der Sophia-Universität in Tokio (von 1957 bis 1965 und von 1987 bis 1992). 1960 gelang es ihm, die Bundesregierung und die deutsche Industrie als Förderer einer neuen Naturwissenschaftlich-Technischen Fakultät der Universität zu gewinnen. Seit Mitte der 1960er Jahre setzte er sich sehr für den Studierendenaustausch mit der Universität zu Köln ein, der durch vertragliche Vereinbarungen nach dem Besuch einer Delegation von Kölner Studierenden mit Unterstützung durch das Erzbistum begründet wurde.
Luhmer war von 1978 bis 2007 Präsident der Montessori-Gesellschaft in Japan. Als Pfarrer der deutschsprachigen katholischen Gemeinde in Tokio engagierte er sich insbesondere im sozialen Bereich. So kümmerte er sich besonders um ausgestoßene Kinder und mittellose Senioren. Er war auch maßgeblich an der Ausgestaltung der Partnerschaft zwischen den Erzdiözesen Köln und Tokio beteiligt. Er war Berater der Japanisch-Deutschen Gesellschaft in Tokio, zudem Beiratsmitglied der Deutschen Gesellschaft für Natur- und Völkerkunde Ostasiens (OAG).

## Ehrungen und Auszeichnungen
Neben vielen anderen Ehrungen, darunter dem mittleren Orden der Aufgehenden Sonne am Band (1985), erhielt er am 19. Dezember 1995 das Bundesverdienstkreuz 1. Klasse des Verdienstordens der Bundesrepublik Deutschland. Er war Ehrenmitglied der katholischen Studentenverbindung AV Edo-Rhenania zu Tokio, die mit dem Cartellverband der katholischen deutschen Studentenverbindungen befreundet ist. Kardinal Joachim Meisner ehrte Luhmer mit der Maternusplakette.
In seiner Geburtsstadt Pulheim wurde ein kleiner Stichweg im Ortszentrum nach ihm benannt.